# Hans Löser († 1373)
Hans Löser († 1373) gilt als der zweite Erbmarschall von Kursachsen.

## Leben
Er stammte aus dem im Kurkreis ansässig gewesenen Adelsgeschlecht Löser und ist der älteste Sohn von Magnus Löser. Dieser soll von Herzog Rudolf von Sachsen das Erbmarschallamt im Kurfürstentum Sachsen erhalten haben.
Conrad und Günther von Löser waren seine zwei jüngeren Brüder. Hauptsitz von Hans Löser war das Gut Pretzsch (Elbe).
Hans Löser hinterließ den einzigen Sohn George Löser, der 1373 das Erbmarschallamt übernahm.